# 中南路街道
中南路街道，是中国湖北省武汉市武昌区的一个街道。办事处驻武珞路七巷80号，人口179000人（2008），面积6.0平方千米。下辖以下地区：
紫阳东路社区、武珞路社区、长春社区、梅苑社区、宝通寺社区、付家坡社区、石牌岭社区、涂家岭社区、晒湖社区、莲溪寺社区、下徐家湾社区、何家垅社区、群建社区、东民主路社区、舒家街社区、小刘家湾社区、洪山社区、武锅社区、中建院社区、电力社区、安装社区、公安厅社区、洪山坊社区、机电院社区、静安社区、丁字桥社区、武锅东社区、向阳社区、星星社区、百瑞景社区和静安上城社区。